# لکه مغولی
لکهٔ مُغولی یا درمال ملانوسیتوز در پزشکی به لکه بزرگ مادرزادی به رنگ قهوه‌ای یا آبی یا کبود گفته می‌شود که معمولاً بر روی بخش پایین کمر و کپل نوزادان دیده می‌شود. این لکه‌ها بی‌آزار هستند و بیشتر در نوزادان در نژادهای تیره‌پوست و زردپوست دیده می‌شوند. این لکه‌ها می‌توانند در شانه، قسمت فوقانی پشت، بازوها، مچ دست، مچ پا، پا و قسمت جانبی شکم دیده شوند.
این لکه بزرگ ظاهری شبیه به کهیر پوستی دارد. لکه مغولی معمولاً سه تا پنج سال پس از به دنیا آمدن از میان می‌رود.
لکه مغولی اکثراً در میان مردم سیاه‌پوست و نژاد زرد به ویژه مغول‌ها، ژاپنی‌ها، کره‌ای‌ها و همچنین چینی‌ها، اندونزی‌ها، مالزی‌ها دیده می‌شود.
نوزادان سرخ‌پوستان آمریکا نیز دارای این لکه هستند. لکه مغولی در مردم سفیدپوست ۱–۱۰ درصد دیده می‌شود.
درصد رخ‌دهی لکه مغولی در نژادها به این‌گونه‌است: زردپوستان آسیا ۹۵–۱۰۰ درصد، آفریقاییان شرقی: ۹۰–۹۵ درصد، سرخ‌پوستان آمریکا: ۸۵–۹۰ درصد، اسپانیایی‌زبانان آمریکا: ۵۰–۷۵ درصد، سفیدپوستان: ۱–۱۰ درصد.
بررسی در دو بیمارستان در اصفهان و کرمان شیوع لکه مغولی در این دو مورد را حد واسط شیوع آن در بچه‌های اروپایی و مغولی نشان داده‌است.

## پیش‌آگهی
لکه‌های مغولی نیاز به درمان ندارد و معمولاً بین ۱۳–۴ سالگی کاملاً ناپدید می‌شود.
تنها بررسی برای تشخیص آن‌ها از کبودی پوست از دیدگاه پزشکی کافی است.

## گونه‌های لکه مغولی
- لکه مغولی نابجا: این لکه‌ها در نواحی غیرمعمول از قبیل صورت یا اندام‌ها وجود دارند.
- لکه مغولی آبی تیره: این لکه‌ها با رنگ تیره‌تر و حاشیه واضح تر هستند که ممکن است مدت‌های طولانی‌تر باقی بمانند.
- لکه مغولی مداوم: لکه‌های بزرگتر و با حاشیه واضح تر هستند و ممکن است مدت‌های طولاتی تر و سال‌های متمادی باقی بمانند.
- لکه مغولی منتشر: این لکه‌ها از ابتدای تولد وجود داشته و به صورت منتشر گاه با رنگ تیره‌تر مشاهده می‌شوند. در برخی از موارد لکه‌ها در ابتدای تولد کمرنگ بوده و به مرور تیره‌تر می‌شوند.[۶]